# Museo del Automóvil Rau
El Museo del Automóvil y Ramos Generales "Colección Rau", es un museo de vehículos antiguos y ramos generales ubicado en avenida 1 número 121 (entre 34 y 35) de la ciudad de La Plata, Argentina.

## Historia
El museo fue creado por los hermanos Jorge y Cecilio Pablo Rau, quienes durante décadas reunieron una colección de objetos antiguos en el fondo de su casa, la cual se inició con un Ford T de 1927.
Recién en 1984 lograron adquirir un edificio para albergar su colección particular. El edificio es una construcción de 1875 (previa a la fundación de La Plata), la cual se ubicaba sobre el antiguo Camino Real y había sido uno de los primeros oratorios de la zona. Tras más de 20 años en obra, en 2006 este lugar pudo ser habilitado como museo.

## Colecciones
En el salón expositor hay una importante colección de automóviles, motos, bicicletas, carteles enlozados, surtidores a manija, etc. Entre los vehículos existentes se puede mencionar un Renault 1910, Citroën C6 1930 doble phaeton, Peugeot 1917, Chevrolet 1939 Turismo Carretera que corrió Esteban Sokol, Cadillac Fleetwood 1960, Ford T Town-Car 1917, Durant D6 1929, Ford A Roadster 1931, Fiat Topolino 1939, Heinkel 1960, Messerschmitt 1960 y Overland 1917. También hay motos como una Corgi Excelsior de "paracaidista", una BMW 1960 600cm3 con sidecar y una Guzzzi.
El museo también dispone de un bar-cafetería llamado "El Gran Premio" ambientado como un almacén de ramos generales y de una tienda de recuerdos.